# Deževa
Deževa (cyr. Дежева) – wieś w Serbii, w okręgu raskim, w mieście Novi Pazar. W 2011 roku liczyła 288 mieszkańców.